# Lukáš Černín
Lukáš Černín (* 23. listopadu 1975 Opava) je bývalý český fotbalista, obránce. Po skončení aktivní kariéry působí jako trenér.

## Fotbalová kariéra
V české lize hrál za SFC Opava. Nastoupil v 45 ligových utkáních. Dal 1 ligový gól. V nižších soutěžích hrál i za FK Baník Havířov, FC Vítkovice, FK Mladá Boleslav, SK Železárny Třinec, MFK Kravaře a Viktorii Chlebičov.

## Trenérská kariéra
Po konci profesionální kariéry působil jako hráč i trenér v MFK Kravaře. Mezi lety 2022-2024 zastával pozici asistenta trenéra ve SFC Opava. Od léta 2024 je hlavní trenér klubu FC Hlučín. Tým dovedl až do osmifinále MOL Cupu, ale po šesti zápasech bez výhry v lize byl v březnu 2025 odvolán.

## Ligová bilance
| Ročník                          | Zápasy | Góly | Klub                |
| ------------------------------- | ------ | ---- | ------------------- |
| 2. česká fotbalová liga 1996/97 | 14     | 0    | FK Baník Havířov    |
| 2. česká fotbalová liga 1997/98 | 12     | 0    | FC Vítkovice        |
| Gambrinus liga 1997/98          | 5      | 0    | FC Kaučuk Opava     |
| Gambrinus liga 1998/99          | 21     | 0    | SFC Opava           |
| 2. česká fotbalová liga 1999/00 | 15     | 0    | FK Mladá Boleslav   |
| 2. česká fotbalová liga 1999/00 | 11     | 0    | SK Železárny Třinec |
| 2. česká fotbalová liga 2000/01 | 24     | 0    | SFC Opava           |
| Gambrinus liga 2001/02          | 15     | 1    | SFC Opava           |
| 2. česká fotbalová liga 2002/03 | 14     | 0    | SFC Opava           |
| Gambrinus liga 2003/04          | 4      | 0    | SFC Opava           |
| CELKEM 1. liga ČR               | 45     | 1    |                     |